# Kleine Volkje (Tom Poes)
Het Kleine Volkje is een groepje van dwergachtige wezens zoals die voorkomen in de Bommelsaga, geschreven en getekend door Marten Toonder. Hoewel de term en de omschrijving al eerder door Toonder gebruikt werden, is er pas eerst een vermelding in het verhaal De uitvalsels uit 1978. Marten Toonder werd door de Ierse mythologie en door jeugdervaringen geïnspireerd bij het bedenken van het volkje.

## Eigenschappen
Het Kleine Volkje is een groepje dwergen met mythische gebruiken en gaven en met een eigen taalgebruik. Ze leven in en in de omgeving van het Donkere Bomen Bos, niet ver van Bommelstein. Contacten met de buitenwereld worden maar zelden gelegd, wat hen een zekere ongrijpbaarheid geeft. Als uitzondering heeft Kwetal echter betrekkelijk vaak contact met heer Bommel.
Het Kleine Volkje is één met de natuur, en wanneer de herfst aanbreekt gaat het ipsen, wat zoveel wil zeggen als naar het zuiden trekken voor overwintering en de natuur met rust laten. 
In hun taalgebruik maken de dwergen regelmatig gebruik van de synesthetische stijlvorm. Voorbeelden hiervan zijn: Het ruikt hier bruin en Het is het geluid van honing.
Tot het Kleine Volkje behoren onder andere:
- Kwetal, uitvinder van vreemde en vaak tegennatuurlijke apparaten, zoals de oloroon en de verdwijnpunter.
- Pee Pastinakel, de tuinman van het bos.
- Monkel Oor, de enige die heeft leren lezen en het woordenboek uit zijn hoofd tracht te leren, komt voor in De wisselschat.
- Lut Lierelij, een dwerg die zich uitsluitend uit in gedichten en zang, komt voor in De andere wereld.
- Ahorn Hop, Sinsoen, Hysop, Karwij, Ber Beris en Wispel, genoemd in de De grijze kunsten, als ze naar het zuiden trekken om te ipsen.